# Tas Aronis
Tas Aronis – australijski zapaśnik walczący w stylu klasycznym. Brązowy medalista mistrzostw Oceanii w 1996 roku.